# ناحیه کوولا
ناحیه کوولا زیرمجموعه کومن‌لاکسو و یکی از ناحیه‌ها در فنلاند از سال ۲۰۰۹ است.

## شهرداری‌ها
| نشان ملی         | شهرداری     |
| ---------------- | ----------- |
| Kouvolan vaakuna | کوولا (شهر) |